# Phase Two: Slowboat to Hades
A Phase Two: Slowboat to Hades a Gorillaz együttes harmadik DVD-je. 2006. október 30-án adták ki. A lemezen videóklipek találhatóak a zenekar dalaihoz, valamint vicces jelenetek.  A jelenetek mellett interjúk is találhatók, valamint a Gorillazról készült MTV Cribs epizód. Ez az együttes első olyan DVD-je, amelyen nem található koncertfelvétel. Reklámok is szerepelnek a lemezen, fiktív és igazi hirdetések is. Egy CD-ROM-ot is mellékeltek az albumhoz, amelyen Gorillaz témájú játékok és képernyővédők is szerepelnek.